# Grand Prix automobile de Belgique 1946
Le Grand Prix automobile de Belgique 1946 est un Grand Prix qui s'est tenu sur le circuit du bois de la Cambre le 16 juin 1946.

## Classement de la course
| Pos  | N° | Pilote             | Châssis        | Tours | Temps/Abandon     |
| ---- | -- | ------------------ | -------------- | ----- | ----------------- |
| 1    | 68 | Eugène Chaboud     | Delahaye 135CS | 33    | 1 h 7 min 45 s 2  |
| 2    | 55 | Pierre Levegh      | Talbot T150C   | 33    | + 4 s             |
| 3    | 56 | Raymond Sommer     | Talbot T26     | 33    |                   |
| 4    | 66 | Georges Grignard   | Delahaye 135   | 32    | + 1 tour          |
| 5    | 58 | Henri Trillaud     | Delahaye 135   | 31    | + 2 tours         |
| 6    | 60 | Pat Garland        | Delage D6-70   | 31    | + 2 tours         |
| 7    | 53 | Harry Herkuleyns   | MG Magnette K3 |       |                   |
| Abd. | 52 | Louis Chiron       | Talbot T26     |       | Pompe à essence   |
| Abd. | 53 | Leslie Johnson     | Talbot T150C   |       | Boîte de vitesses |
| Np.  | 53 | T.A.S.O. Mathieson | Talbot         |       |                   |

- Légende: Abd.=Abandon ; Np.=Non partant.